# Verlag für fremdsprachige Literatur (Moskau)
Der Verlag für fremdsprachige Literatur in Moskau (russisch Издательство литературы на иностранных языках) wurde im März 1931 unter dem Namen „Verlagsgenossenschaft ausländischer Arbeiter in der UdSSR“ (Издательство иностранных рабочих в СССР) gegründet und im Juni 1938 in „Verlag für fremdsprachige Literatur“ umbenannt. 1963 wurde er mit dem Verlag für ausländische Literatur (Издательства иностранной литературы) zusammengelegt und in Verlag Progress (Прогресс) umbenannt.
In der DDR war er als Herausgeber der Buchreihe Bibliothek ausgewählter Werke der Sowjetliteratur bekannt.
Der Verlag gab noch in den 1970er Jahren Bücher in rund vierzig Sprachen zu unterschiedlichsten Themen heraus, von marxistischen Klassikern und sowjetischem Propagandamaterial über Kinderbücher, wissenschaftliche Werke bis hin zu Belletristik. Der Großteil der Bücher waren Übersetzungen aus dem Russischen, doch es wurden auch viele Werke in Originalsprache verlegt. Allein 1974 erschienen 950 Titel mit einer Gesamtauflage von 24,1 Millionen Exemplaren.